# Tanacetum nivale
Tanacetum nivale — вид рослин з родини айстрових (Asteraceae), поширений у Західній Азії.

## Опис
Це гладка сиза рослина; нижні листки довгасто-лопатеві, перисторозділені, сегменти яйцеподібні; квіткові голови поодинокі.

## Середовище проживання
Поширений на сході Туреччини й на північному заході Іраку. Росте на висотах 1900–3100 м.